# Universitas Psychologica
Universitas Psychologica es una revista indexada con el objetivo primordial de divulgar del trabajo científico e investigativo de la psicología desde un amplio espectro temático y teórico. Es una publicación de carácter general y plural, y publica artículos originales de investigación, de revisión y contribuciones teóricas o metodológicas a la disciplina. Algunos números corresponden a especiales temáticos en diferentes áreas de la psicología (números monográficos). Universitas Psychologica nació en el año 2001, y es producida cuatrimestralmente por la Facultad de Psicología de la Pontificia Universidad Javeriana. 
Esta publicación se encuentra en la categoría más alta de publicaciones de Colciencias (el Instituto Colombiano de Ciencia y Tecnología) y ha sido indexada en bases de datos internacionales tales como ISI Web of Knowledge, Scopus, Redalyc, SciELO, PsycInfo, Dialnet, y Philosopher's Index, entre otras bases bibliográficas especializadas y directorios. La revista ofrece acceso abierto sin restricciones a través de su página web y de los sistemas de indexación y resumen que la avalan.

## Métricas de revista
2023
- Web of Science Group : 0.446
- Índice h de Google Scholar: 27
- Scopus: 0.55